# Estadi Municipal de Rumelange
L'Estadi Municipal de Rumelange és un estadi de futbol a la ciutat de Rumelange, al sud-oest de Luxemburg. Actualment és l'estadi de la Unió Sportiva Rumelange. Té capacitat per a 2.950 persones.